# Untergrümpelmühle
Untergrümpelmühle ist ein Gemeindeteil der Gemeinde Wilhelmsthal im Landkreis Kronach (Oberfranken, Bayern).

## Geographie
Die Einöde liegt im tief eingeschnittenen Tal der Grümpel und ist allseits von bewaldeten Anhöhen umgeben. Es münden dort der Kugelbach und Steinbach als rechte Zuflüsse und der Gottlersbach als linker Zufluss in die Grümpel. Eine Gemeindeverbindungsstraße führt nach Lahm zur Staatsstraße 2200 (1,4 km nordwestlich) bzw. zur Steinhausmühle (1,9 km südlich). Ein Wirtschaftsweg führt zur Obergrümpelmühle (0,5 km nordöstlich).

## Geschichte
Gegen Ende des 18. Jahrhunderts war Untergrümpelmühle eine Mahlmühle. Das Hochgericht übte das bambergische Centamt Kronach aus. Die Grundherrschaft hatte das Kastenamt Kronach inne.
Mit dem Gemeindeedikt wurde Untergrümpelmühle dem 1808 gebildeten Steuerdistrikt Lahm und der 1818 gebildeten Ruralgemeinde Lahm zugewiesen. Am 1. Mai 1978 wurde Untergrümpelmühle im Zuge der Gebietsreform in Bayern in die Gemeinde Wilhelmsthal eingegliedert.

### Einwohnerentwicklung
| Jahr      | 001818 | 001861 | 001871 | 001885 | 001900 | 001925 | 001950 | 001961 | 001970 | 001987 |
| Einwohner |        | 10     | 7      | 6      | 4      | 8      | 5      | 4      | 6      | 7      |
| Häuser    | 1      |        |        | 2      | 1      | 1      | 1      | 1      |        | 1      |
| Quelle    | [ 5 ]  | [ 7 ]  | [ 8 ]  | [ 9 ]  | [ 10 ] | [ 11 ] | [ 12 ] | [ 13 ] | [ 14 ] | [ 1 ]  |

## Religion
Der Ort ist römisch-katholisch geprägt und nach St. Ägidius in Lahm gepfarrt.